# Make the Girl Dance
Make the Girl Dance est un groupe de musique électronique français, originaire de Paris, composé de Greg Kozo et Pierre Mathieu.

## Biographie
Make the Girl Dance est composé de Greg Kozo musicien/producteur, et Pierre Mathieu, ancien animateur de télévision sur M6, France 2 et Canal+. Leur premier single, Baby Baby Baby, sorti le 12 mai 2009, est un énorme buzz avec un clip très spécial. Le morceau servira à une pub de la marque Victoria's Secret et à la vidéo de Guitar Hero 5. Le 15 juin 2009, le morceau atteint la 26e place des Top Singles français.
Le duo continue en juin 2010 avec son morceau Kill Me, et en octobre avec Wall of Death. En trois morceaux seulement, le succès est déjà au rendez-vous pour eux avec des tournées partout en Europe (le Batofar pour la fête de la musique 2010, MTV Party Ostende, Genève, le Social Club à Paris) mais aussi en Asie (Corée en avril 2010 et Beijing, Shanghai et la Corée du Sud en janvier 2011) et en Amérique du Nord (le Webster Hall à New York et le Belmont à Montréal). Plus que leurs morceaux, ce sont leurs mix puissants et dansants qui font que le groupe apparaît maintenant en tête d'affiche dans les clubs où il passe[réf. nécessaire].
Le 31 octobre 2011 voit la sortie de leur premier album Everything is Gonna Be ok in the End et de leur 4e single Broken Toy Boy. La tournée 2012 passera par les États-Unis, la Corée du Sud, le Japon, l'Australie, l'Europe et une partie de l'Amérique du Sud.
Leur deuxième album, Extraball, est sorti le 4 mai 2015 au label Roy Music. Composé et enregistré à Los Angeles, mixé à Paris et masterisé par Alex Gopher, Extraball est pop, électro et toujours aussi décomplexé. Avec des featurings comme Ornette, JoeyStarr, Yo Majesty, Solange La Frange, ... Le premier single, Yéyé (Ooh la la) avec Ornette, sort le 30 mars 2015. Trois autres singles et vidéos sont annoncés en 2015-2016 (Mad Clap, Candy Store, Woo Hoo), et une tournée va suivre toute l’année en dj set en France (Paris, Lyon, Angoulême, Bordeaux, Toulouse), mais aussi à Tokyo, Séoul, Genève, New York, Barcelone, Berlin, Varsovie...

## Vidéos
Pour son premier clip, le groupe a choisi de réaliser un plan séquence de 4 minutes, dans une des rues piétonnes les plus fréquentées de la capitale, la rue Montorgueil. Le clip Baby Baby Baby met en scène trois jeunes filles déambulant nues rue Montorgueil dans le 2e arrondissement de Paris à 14 heures, en faisant du playback sur la chanson. Le clip sera la vidéo la plus vue sur le site Dailymotion en 2009 (3 millions de vues les 3 premiers jours, 11 millions sur l'année[réf. nécessaire]).
Après ce premier single, le groupe Make the Girl Dance revient avec le clip de leur deuxième chanson intitulée Kill Me, tourné aux États-Unis. Ils se sont demandé « Que feriez-vous s'il ne vous restait que 8 jours à vivre ? Dire à votre famille combien vous les aimez ? Faire le tour du monde ? Sauter en parachute ? » Pierre Mathieu et son compère Greg Kozo montrent leur réponse : dépenser tout l'argent que leur a rapporté le premier clip (30 000 dollars) aux États-Unis dans un road movie à travers le pays, le sexe, la drogue et le rock 'n' roll.
Bien qu'ils se défendent de vouloir pratiquer le marketing viral, le buzz et la polémique à chaque clip, la vidéo du troisième morceau Wall of Death a fait sensation et principalement dans la filière de l'élevage des canards. Pierre Mathieu s'étonne : « On voulait juste réaliser un clip absurde, l’histoire de deux mecs qui font un aller-retour entre Paris et le Gers pour aller se chercher un magret. Vraiment, c’est une ode au Sud Ouest. Ce que j’aime le plus au monde après ma fille, c’est le canard… [...] Si quelqu’un y voit une dénonciation quelconque, il faut aller d’urgence chez l’ophtalmo… Mais j’aime la viande, d’ailleurs c’est indiqué dans le clip, je sais qu’elle n’atterrit pas directement dans la barquette, il ne faut pas être hypocrite. »
Pour le quatrième clip, Pierre Mathieu promet de filmer un bout de moquette pendant quatre minutes. Ce 4e clip sera finalement l'histoire d'une jeune fille dérangée (Déborah Révy), achetant les poupées représentant Greg Kozo et Pierre Mathieu, s'imaginant enceinte des membres du groupe et accouchant d'un bébé en silicone.
Le premier clip du deuxième album de Make the Girl Dance est celui de YéYé (Ooh la la). Dans le clip, Greg Kozo envoie une balle rebondissante de la Californie jusqu'à Pierre Mathieu à New York. On voit ainsi la balle traverser différents États d'Amérique du Nord : Los Angeles, El Paso[Lequel ?], Dallas, Atlanta, Philadelphie, Boston et New York.

## Discographie

### Albums studio
- 2011 : Everything is Gonna Be Ok in the End (Roy Music)

1. Hair Addiction (Feat. Lisa Li Lund)
2. Breezy
3. The Sand/The Shivers (Feat. Marie Flore)
4. SOUTH
5. Interlude: Sleeping Daisy
6. Broken Toy Boy (Feat. Lisa Li Lund)
7. KILL ME
8. Better Under Water (Feat. Krause)
9. Baby Baby Baby
10. Interlude: Spakling Clarence
11. Glocken
12. Encore
13. Rocker 33
14. WALL of DEATH (Feat. Solange La Frange)
15. Tchiki Tchiki Tchiki (Feat. Little Barrie) (Bonus Track)

- 2015 : Extraball (Roy Music)

1. Candy Store (Feat. Ornette & Yard of blondes)
2. Mad Clap (Hosted by Joeystarr)
3. YéYé (Ooh La La) (Feat. Ornette)
4. Woo Hoo (Feat. Gavin Turek)
5. Fairytale & Black Panty
6. Voodoo (Haunted by Joeystarr)
7. Your Spring
8. Explosive
9. Something Or Anything
10. Dancing In Nowhere (Feat.Solange La Frange)
11. Girl Part.2 (Feat. Yo! Majesty)

### Singles et EP
- 2009 : Baby Baby Baby (Roy Music)

- 2009 : My Name's Breezy (Roy Music)

- 2010 : Kill Me (Roy Music)

- 2010 : Wall Of Death(feat Solange la Frange) (Roy Music)

- 2011 : Broken Toy Boy (Roy Music)

- 2013 : Girlz (Roy Music)

### Remixes
- 2008 : Ace Out - Just Test It
- 2010 : The Toxic Avenger - N'importe comment
- 2010 : Audrey Katz - Drugs

### Clips
- Baby, Baby, Baby
- Kill Me
- Wall of Death
- Broken Toy Boy
- Tchiki Tchiki Tchiki (2012)
- Girlz (2013)
- Dancing in Nowhere (2014)
- YéYé (Ooh la la) (2015)